# Beauche
Beauche – miejscowość i gmina we Francji, w Regionie Centralnym, w departamencie Eure-et-Loir.
Według danych na rok 1990 gminę zamieszkiwały 284 osoby, a gęstość zaludnienia wynosiła 17 osób/km² (wśród 1842 gmin Regionu Centralnego Beauche plasuje się na 857. miejscu pod względem liczby ludności, natomiast pod względem powierzchni na miejscu 803.).